# Gego
Gertrude Goldschmidt, coneguda com a Gego (Hamburg, Alemanya, 1912–Caracas, Veneçuela, 1994), va ser una artista d'origen jueu obligada a deixar Alemanya un any després de llicenciar-se en Arquitectura i Enginyeria a la Universitat Tècnica de Stuttgart, l'any 1939 amb l'inici de la Segona Guerra Mundial. Va emigrar a Veneçuela, on va rebre un contracte i visat per treballar (més tard aconseguiria la nacionalitat veneçolana) com a arquitecta i dissenyadora industrial independent. Es va establir a Caracas i va obrir un estudi de disseny de mobles.
Gego va dir que mai no es va veure a si mateixa com a artista; però l'any 1953 va començar a crear obres artístiques animada pel seu company, el pintor Gerd Leufert. Gego va fer molts viatges a Europa i els Estats Units, i va viure a Nova York els anys 1960 i 1963. Durant aquest temps, la seva obra va ser col·leccionada per institucions com ara el MoMA i la Biblioteca Pública de Nova York. Ha estat objecte d'exposició al Museu de la Fundació Serralves de Porto (2006) i al MACBA (2006–2007).